# Fallmeisterei (Deusmauer)
Die Einöde Fallmeisterei, auch „Wasenmeisterhütte“ genannt, war ein Ortsteil der Gemeinde Deusmauer, die 1972 in der Stadt Velburg im Landkreis Neumarkt in der Oberpfalz in Bayern aufgegangen ist.

## Ortsname
Der Fallmeister hatte Tierkadaver zu verwerten und die Überreste auf der „Wasen“ zu vergraben.

## Geographische Lage
Die Fallmeisterei von Deusmauer im Oberpfälzer Jura lag 470 m über NHN circa 450 m südwestlich von Deusmauer auf der rechten Talseite der Schwarzen Laber. Die heute dort stehende Bebauung ist über die Abzweigung „Am Kreuzwinkel“ von der Kreisstraße NM 25 zu erreichen.

## Geschichte
Im Königreich Bayern (1806) wurde um 1810 der Steuerdistrikt Deusmauer im Landgericht Parsberg gebildet, dem neben Deusmauer die Einöden Bogenhof und Wasenmeisterhütte angehörten. Mit dem Gemeindeedikt vom 15. Mai 1818 wurde daraus die Ruralgemeinde Deusmauer, die aus dem Dorf Deusmauer, der Einöde Bogenhof und der nunmehrigen „Fallmeisterei“ bestand. In der Fallmeisterei/Wasenmeisterhütte wohnten
- 1836 7 Einwohner (1 Haus)[3] und
- 1867 17 Einwohner (4 Gebäude).[4]

Im Zuge der bayerischen Gebietsreform wurde am 1. Januar 1972 die Gemeinde Deusmauer in die Stadt Velburg eingegliedert.

### Kirchliche Verhältnisse
Die Fallmeisterei gehörte von altersher zur Filialkirche Deusmauer der katholischen Pfarrei Günching im Eichstätter Diözesangebiet. Unter Pfalz-Neuburg die Pfarrei 1540 der Reformation unterworfen, die Filialkirche Deusmauer von Günching getrennt und zur eigenen Pfarrei erhoben. Mit der Rekatholisierung 1625/26 wurde Deusmauer wieder Filiale der erneut katholischen Pfarrei Günching. Den jeweiligen Glaubenswechsel mussten alle Untertanen vollziehen, auch der jeweilige Fallmeister mit seiner Familie. 